# Mayal de armas

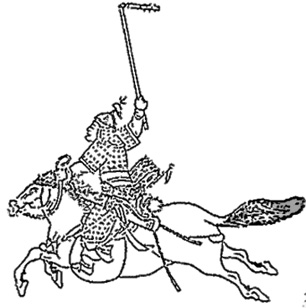
Jinete chino con mayal de armas largo.

Un mayal de armas es el arma contundente que proviene de la herramienta campesina que, compuesta de dos varas asidas, servía para desgranar cereales. En su versión militar occidental posee pocos cambios respecto a su "hermana" agrícola, tan sólo refuerzos metálicos, cadena en lugar de tiras para unir las varas y, en ocasiones, la vara tiene pinchos o cabeza de armas ferrada como las mazas. En las orientales, se ven mayor número de ejemplares exclusivamente militares, tanto para infantería como para caballería.

## Orígenes
El mayal militar es un arma "oportunista" de las levas, por ello su uso no fue generalizado, ni tampoco fue representada artísticamente como otras armas.
Este tipo de armas suelen aparecer en todas las épocas en las que se tiene o tuvo que movilizar al "pueblo" para la defensa nacional. Por ello son sus posteriores desarrollos "específicamente" militares los que sí se recuerdan más.
En el caso del mayal de armas, su evolución y voz española directa de mayal de armas es el mangual.
El mangual de Galloway es un ejemplo de un mangual legendario.